# Kim thất láng
Kim thất láng (danh pháp khoa học: Gynura nitida) là một loài thực vật có hoa trong họ Cúc. Loài này được DC. mô tả khoa học đầu tiên.